# Sun Wenyan
Pour les articles homonymes, voir Sun.
Dans ce nom chinois, le nom de famille, Sun, précède le nom personnel.
Sun Wenyan, née le 27 décembre 1989 à Changsha, est une nageuse synchronisée chinoise.

## Carrière
Sun Wenyan est médaillée d'argent par équipes aux Jeux olympiques d'été de 2012 à Londres avec Huang Xuechen, Chang Si, Liu Ou, Jiang Tingting, Jiang Wenwen, Luo Xi, Wu Yiwen et Chen Xiaojun.